# Omphalotus nidiformis
Omphalotus nidiformis е вид базидиева гъба от семейство Marasmiaceae, известна със своята луминесцентност.
Omphalotus nidiformis е разпространена в южните части на Австралия и в Тасмания, като живее главно по мъртви или умиращи дървета. Плодните тела имат ветрилообразна или фуниеобразна форма и диаметър до 30 cm. Гуглите са кремави, с оттенъци на оранжево, кафяво, лилаво или синкаво-черно.